# Буденков, Михаил Иванович
Михаил Иванович Буденков (1919—1995) — Гвардии старший лейтенант Рабоче-крестьянской Красной Армии, участник Великой Отечественной войны, Герой Советского Союза (1945).

## Биография
Михаил Буденков родился 5 декабря 1919 года в селе Славцево (ныне — Меленковский район Владимирской области) в крестьянской семье. После окончания семи классов неполной средней школы работал в колхозе. В 1936—1937 годах Буденков учился на курсах судомехаников в Московской области, после чего в течение двух лет работал механиком теплохода «Бусыгин», ходившего по каналу имени Москвы. В 1939 году вернулся на родину, работал трактористом. В сентябре 1939 года был призван на службу в Рабоче-крестьянскую Красную Армию, служил в гарнизоне Бреста. С первого дня Великой Отечественной войны на её фронтах, с боями отступал до Москвы. Участвовал в боях на Западном, Калининском и 2-м Прибалтийском фронтах. За время войны четырежды был ранен. В сентябре 1942 года Буденков стал командиром миномётного расчёта, в свободное время исполнял роль снайпера.
Только в районе Великих Лук Буденков лично уничтожил снайперским огнём 17 вражеских солдат и офицеров. По собственной просьбе он был переведён снайпером в стрелковую роту. Во время наступлений был обычным автоматчиком, неоднократно заменял вышедших из строя в боях командиров. В 1943 году вступил в ВКП(б). К сентябрю 1944 года гвардии старший сержант Михаил Буденков был снайпером 59-го гвардейского стрелкового полка 21-й гвардейской стрелковой дивизии 3-й ударной армии 2-го Прибалтийского фронта. К тому времени на его счету было 437 уничтоженных снайперским огнём вражеских солдат и офицеров. Он вошёл в десятку лучших снайперов Великой Отечественной войны.
Указом Президиума Верховного Совета СССР от 24 марта 1945 года за «образцовое выполнение боевых заданий командования на фронте борьбы с немецко-фашистскими захватчиками и проявленные при этом мужество и героизм» гвардии старший сержант Михаил Буденков был удостоен высокого звания Героя Советского Союза с вручением ордена Ленина и медали «Золотая Звезда» за номером 7248.
К концу войны Буденков уже был офицером. 19 мая 1945 года ему были вручены награды в Кремле. В декабре того же года в звании старшего лейтенанта Буденков был уволен в запас. Вернулся на родину, в 1947 году окончил партшколу во Владимире, в 1951 году — ещё одну в Иваново. Проживал в городе Меленки, работал на комбинате «Красный текстильщик». Скончался 2 августа 1995 года, похоронен в Меленках.
Был также награждён орденами Красного Знамени, Отечественной войны 1-й степени, медалью «За отвагу» и рядом других медалей. Почётный гражданин Екабпилса, Меленок и Невеля.